# 산화 납(II,IV)
사산화 삼납(四酸化三-, Pb3O4)은 세 개의 납 원자와 네 개의 산소 원자가 결합된 산화물로, 광명단(光明丹), 연단(鉛丹), 적연(赤鉛)이라고도 한다. 사산화 삼납은 그 자체로 방청 안료로, 보일드유 또는 전색제에 녹여 일종의 유성페인트로 사용된다. 옹기에 유약으로도 쓰이나 전통방식이 아니며, 가열시 납이 음식에 흘러나와 유해하다. 그 사용 범위가 넓으나, 납에 의한 유해성 때문에 그 사용이 점차 줄어들고 있는 추세이다.

## 같이 보기
- 산화 납(II)